# Saint-Mars-de-Coutais

Saint-Mars-de-Coutais este o comună în departamentul Loire-Atlantique, Franța. În 2009 avea o populație de 2,489 de locuitori.